# Nadolna (Mazovie)
 (décembre 2023).
Si vous disposez d'ouvrages ou d'articles de référence ou si vous connaissez des sites web de qualité traitant du thème abordé ici, merci de compléter l'article en donnant les références utiles à sa vérifiabilité et en les liant à la section « Notes et références ».
Pour les articles homonymes, voir Nadolna.
Nadolna [naˈdɔlna] est un village polonais de la gmina de Chlewiska, du powiat de Szydłowiec et dans la voïvodie de Mazovie dans le centre-est de la Pologne.
Il est situé à environ 5 kilomètres au nord-ouest de Chlewiska, 11 kilomètres à l'ouest de Szydłowiec et à 108 kilomètres au sud de Varsovie.
Le village a une population de 159 habitants en 2008.